# Troupe d'élite
Pour les articles homonymes, voir Troupe.
Pour plus de détails, voir Fiche technique et Distribution.
Troupe d'élite (en portugais : Tropa de Elite) est un film d'action brésilien coproduit, coécrit et réalisé par José Padilha, sorti en 2007 au Brésil et à l'international l'année suivante.
Il remporte l'Ours d'or de la Berlinale 2008. En novembre 2015, le film est inclus dans la liste établie par l'Association brésilienne des critiques de cinéma (Abraccine) des 100 meilleurs films brésiliens de tous les temps.

## Synopsis

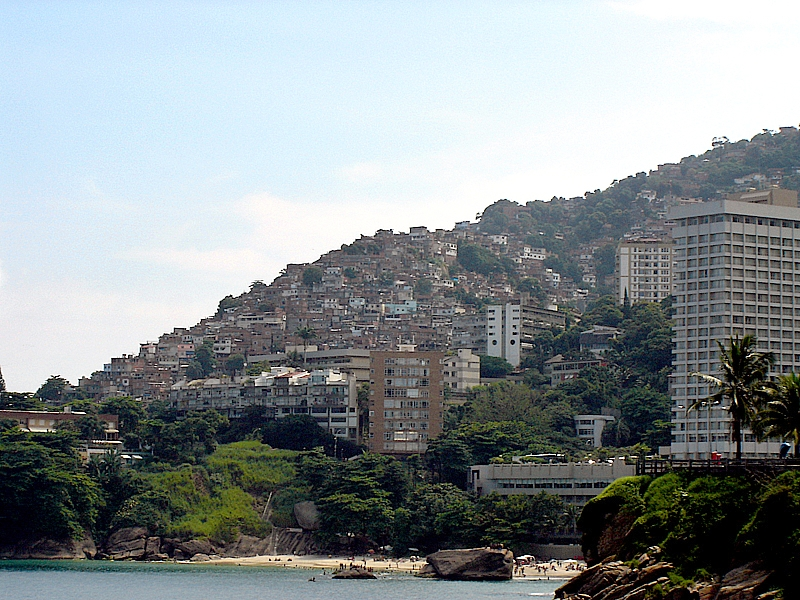
Favelas de Rio, dans lesquelles se déroulent plusieurs actions du film.

Rio de Janeiro, 1997. Roberto Nascimento est le capitaine d'un bataillon d'élite de la police militaire de l'État de Rio de Janeiro, le BOPE, réputé incorruptible. L'usure liée à la dangerosité de son métier et la grossesse en cours de son épouse Rosane le poussent à quitter le BOPE, mais pas avant d'avoir trouvé un homme digne de le remplacer à la tête de son unité. C'est à ce moment-là qu'il est désigné pour diriger l'une des équipes ayant mission de « pacifier » le Morro do Turano, une favela particulièrement dangereuse, en vue du séjour du pape Jean-Paul II à Rio de Janeiro quelques mois plus tard. Le film montre la préparation de son bataillon dans cette mission et met en avant l'antagonisme entre la police militaire « traditionnelle » et les troupes d'élite que représente le BOPE, au travers de l'histoire parallèle de deux aspirants officiers de la police militaire, Neto (Caio Junqueira) et Matias (André Ramiro), qui découvrent la cruauté de la réalité du terrain : corruption de leurs collègues et impuissance devant les exactions pratiquées dans les favelas. Au cours d'une opération dans la favela qui tourne mal, leur chemin croise celui du Capitão Nascimento et de son équipe qui leur portent secours. Impressionnés par l'efficacité et la droiture manifeste de leurs sauveurs, les deux aspirants se portent candidats pour entrer dans les troupes d'élite.
Tout au long du film, une narration en voix off est assurée par le personnage principal du film, le Capitão Nascimento.

## Fiche technique
- Titre original : Tropa de Elite
- Titre français : Troupe d'élite
- Réalisation : José Padilha
- Scénario : Bráulio Mantovani, José Padilha et Rodrigo Pimentel, d'après le livre Elite da Tropa, écrit par Rodrigo Pimentel, André Batista et Luiz Eduardo Soares
- Directeur de la photographie : Lula Carvalho
- Montage : Daniel Rezende
- Décors : Tulé Peak et Odair Zani
- Costumes : Cláudia Kopke
- Musique : Pedro Bromfman
- Production : José Padilha et Marcos Prado
  - Coproduction : James D'Arcy et Eliana Soárez
  - Production exécutive : Bia Castro, Eduardo Costantini et Genna Terranova
- Sociétés de production : Zazen Produções, Posto 9, Feijão Filmes, The Weinstein Company, Estúdios Mega, Quanta Centro de Produções Cinematográficas, Universal Pictures do Brasil et Costa Films
- Sociétés de distribution : Universal Pictures (Brésil), TFM Distribution (France), IFC Films (USA)
- Budget : 10,5 millions de reais
- Pays :  Brésil
- Langue : portugais
- Format : couleur – 35mm – 1,85:1 – son Dolby Digital
- Genre : policier, action
- Durée : 115 minutes
- Dates de sortie :
  - Brésil : 5 octobre 2007 (sortie limitée), 12 octobre 2007
  - France : 3 septembre 2008
- Public : 16 au Brésil, -16 en France[N 1]

## Distribution
- Wagner Moura (VF : Boris Rehlinger) : le lieutenant colonel Roberto Nascimento
- Caio Junqueira (VF : Yann Peira) : Neto Gouveia
- André Ramiro (VF : Lucien Jean-Baptiste) : André Matias
- Milhem Cortaz (en) (VF : Thierry Kazazian) : le capitaine Fábio
- Maria Ribeiro (en) (VF : Bérangère Jean) : Rosane
- Fernanda Machado (VF : Barbara Beretta) : Maria
- Fernanda de Freitas (en) : Roberta Alunde
- Paulo Vilela : Edu
- Marcelo Valle (VF : Jean-Philippe Puymartin) : le capitaine Oliveira
- Fábio Lago (en) (VF : Maurice Decoster) : Baiano
- Marcelo Escorel (pt) (VF : Vincent Grass) : le colonel Otavio

 Source et légende : version française (VF) sur RS Doublage

## Production
Le budget du film a été de 10,5 millions de reais, soit 4,1 millions d'euros. C'est aussi le film le plus piraté avant sa sortie en salle[réf. nécessaire].

### Tournage
- Le tournage a été émaillé d'innombrables problèmes :
  - Au début du tournage, l'équipe technique a ainsi été séquestrée dans la favela où devait avoir lieu le tournage. L'enlèvement s'est bien terminé mais il a été difficile de trouver un autre lieu de tournage ;
  - De nombreux commanditaires, après avoir lu le scénario, ont décidé de renoncer au financement du film ;
  - Des gradés de la police militaire, notamment du BOPE (bataillon des opérations spéciales de la police), ont porté plainte contre ce film qui selon eux attaque leur corporation, viole l'honneur, la dignité et même l'intégrité physique des policiers. Le juge les a déboutés.

## Accueil

### Accueil critique
Au Brésil, Troupe d'élite a divisé la critique, mais le film a été généralement bien accueilli par le public. Artur Xexéo, du journal O Globo défend le réalisateur : « Croire que José Padilha soutient les pratiques de la BOPE dans Troupe d'élite est tout aussi logique que d'accuser Francis Ford Coppola d'avoir des liens avec la mafia pour réaliser Le Parrain. ». Le critique Plínio Fraga, du Folha de S.Paulo, a émis un avis négatif, du fait de l'étroite ressemblance à une production hollywoodienne.
À l'international, le film est décrié par la grande majorité de la presse, ce qui est assez rare pour un film ayant reçu la plus haute distinction d'un festival européen majeur. Le film n'était pas favori pour le palmarès mais cliva dès sa projection à Berlin.
Dans les pays anglophones, Troupe d'élite a rencontré un accueil critique mitigé, voir négatif. Si le site Rotten Tomatoes, basé sur trente-quatre commentaires collectés, lui attribue une note moyenne de 5,1⁄10 pour un pourcentage de 53 % d'avis favorables, le site Metacritic, ayant collecté sept commentaires, lui attribue un score moyen de 33⁄100. Le magazine culturel américain Variety, juste avant le Festival de Berlin, a jugé le film fasciste,.
En France, le site AlloCiné, le film obtient une note de 2.7/5 pour la presse et 3.8/5 pour les spectateurs. Le long-métrage est éreinté par une grande partie de la critique française, avec les mêmes reproches que plusieurs critiques anglophones, qui dénonce une forme proche du clip mais surtout le discours véhiculé qui ferait l'apologie du fascisme et de la justice expéditive,.

### Box-office
- Mondial : 14 067 078 $[11]
  -  Brésil : 20 422 567 réaux (2 421 295 entrées)[12]
  -  États-Unis : 8 744 dollars (1 200 entrées)[11]
  -  France : 11 190 entrées[13]

## Distinctions

### Récompenses
- Berlinale 2008 : Ours d'or
- Festival du film de Lima 2008 : prix du public
- Troféu APCA 2008 :
  - Meilleur réalisateur pour José Padilha
  - Meilleur monteur pour Daniel Rezende

- Cóndor de Plata 2009 : meilleur film ibéro-américain
- Festival international de musique de Park City 2009 : prix du jury du meilleur impact de la musique dans un film pour Pedro Bromfman

### Nominations
- Grande Prêmio do Cinema Brasileiro 2008 : meilleur film